# نظرية النمط سي تي
نظرية النمط ST لمندلسون (1997، 289-293). تُعادل نظرية النمط ST نظرية راسل المتشعبة بالإضافة إلى بديهية القابلية للاختزال. ينقسم مجال السردية إلى تسلسل هرمي تصاعدي من الأنواع، حيث يُحدد لكل فرد نوع. تتراوح المتغيرات الكمية على نوع واحد فقط؛ وبالتالي فإن المنطق الأساسي هو منطق الرتبة الأولى. نظرية النمط ST "بسيطة" (بالنسبة لنظرية النوع في كتاب "مبادئ الرياضيات")، ويرجع ذلك أساسًا إلى أن جميع أعضاء المجال والمجال المشترك لأي علاقة يجب أن يكونوا من نفس النوع. يوجد نوع أدنى، لا تحتوي أفراده على أي أعضاء وهم أعضاء في النوع الأدنى الثاني. تتوافق أفراد النوع الأدنى مع العناصر الأساسية لبعض نظريات المجموعات. لكل نوع نوع أعلى منه، على غرار مفهوم الخليفة في حساب بيانو. في حين أن نظرية النمط ST لا تُحدد ما إذا كان هناك نوع أقصى، فإن وجود عدد فوق منته من الأنواع لا يُشكل أي صعوبة. هذه الحقائق، التي تُذكّر بمُسلّمات بيانو، تجعل من المُلائم والمألوف تعيين عدد طبيعي لكل نوع، بدءًا من الصفر لأدنى نوع. لكن نظرية النمط لا تتطلّب تعريفًا مُسبقًا للعدد الطبيعي.